# Bataille de Savenay
Guerre de Vendée
Batailles
La bataille de Savenay a lieu les 22 et 23 décembre 1793 à Savenay, pendant la guerre de Vendée. Elle est la dernière bataille de la virée de Galerne et se solde par l’anéantissement de l’armée catholique et royale de Vendée et la victoire des troupes républicaines.

## Prélude
Après une sévère défaite à la bataille du Mans, le 12 décembre 1793, quelques milliers de Vendéens s’enfuirent vers Laval, puis, dans l’espoir de traverser la Loire, vers Ancenis. Mais en l’absence de bateaux, le passage se révéla impossible.
Les Vendéens construisirent alors des barques et environ 4 000 personnes, dont Henri de La Rochejaquelein et Jean-Nicolas Stofflet, parvinrent à traverser avant l’arrivée de navires républicains, qui interrompirent le passage. L’arrière-garde vendéenne, bloquée au nord de la Loire, tenta de trouver une autre issue et, après avoir atteint Blain, à 35 km au nord de Nantes, dut se rabattre vers Savenay, à 30 km à l'ouest de Nantes.

## Forces républicaines
- Division Canuel (armée de l'Ouest) renforcée par les grenadiers de Louis Blosse et commandée par Simon Canuel et Pierre François Verger-Dubareau.
- Division Muller (armée de l'Ouest), composée en partie de Mayençais et commandée par François Muller.
- Division Tilly (armée des côtes de Cherbourg), partie de Vannes, renforcée par des soldats des 31e régiment d'infanterie de ligne ci-devant Aunis et du 6e régiment d'infanterie de ligne ci-devant Armagnac. Commandée par Jacques Louis François Delaistre de Tilly.
- Division Scherb, commandée par le général de brigade Marc Amand Élisée Scherb.
- 1re Légion des Francs, composée en partie de soldats du 14e régiment de chasseurs à cheval et peut-être du 10e régiment de hussards. Commandée par François Séverin Marceau, secondé par François-Joseph Westermann.
- Chasseurs de Cassel
- 4e bataillon de volontaire de la Dordogne
- 2e bataillon de volontaires de l'Ain
- 31e régiment de Gendarmerie de Paris, quelques bataillons. Commandé par Jean-Baptiste Kléber.

## Déroulement

### Combats du 22 décembre
La ville fut prise par les Vendéens le matin du 22 décembre, presque sans combat. Les 150 soldats républicains battirent rapidement en retraite à la suite d'une petite escarmouche avec l'avant-garde vendéenne et la population de la ville avait été évacuée. À 9 heures, la ville est mise en défense par les Vendéens, rejoints par les Républicains, Westermann à 11 heures ; il attaqua immédiatement mais fut repoussé au terme d’une courte escarmouche. À 12 heures, Kléber et Marceau, accompagnés du gros de l’armée républicaine, firent leur apparition. Il s’ensuivit une nouvelle escarmouche entre les Bleus et les Blancs pour le contrôle du bois de Touchelais, situé au nord-est de Savenay, escarmouche qui tourna à l’avantage des Républicains.
Le brouillard interrompit les opérations dans l’après-midi, obligeant les Républicains à différer leur attaque et à maintenir leurs positions. La nuit était en train de tomber lorsque les représentants en mission Pierre-Louis Prieur, dit Prieur de la Marne, Louis Turreau, cousin du général Louis Marie Turreau, et Pierre Bourbotte, arrivés au campement républicain, furent surpris par l’inaction des troupes. Aussi, malgré la nuit tombante, ils exigèrent, et Prieur en tête, l’engagement immédiat des combats afin de ne pas laisser les Blancs se ressaisir ; ils furent aussitôt soutenus par Westermann, « Je me charge de tout » déclara-t-il, ce à quoi Kléber répondit « Je croyais avoir trop bien commencé l’affaire pour la laisser terminer par un autre ». Malgré la mise en place d’un conseil de guerre, Kléber demeura intransigeant et déclara qu’il fallait attendre l’aube pour attaquer. Marceau parvint à convaincre Prieur de la Marne de la justesse de ce choix. Les Républicains profitèrent alors de la nuit pour se déployer. À deux heures du matin, la division Tilly, partie de Vannes, arriva sur la cité et parvint à se déployer malgré son retard. Canuel commandait le flanc gauche, Kléber le centre-gauche, Marceau le centre-droit et Jacques Louis François Delaistre de Tilly le flanc droit. Mis à part quelques chemins au sud de la ville, les Vendéens étaient presque totalement encerclés.

Ceux-ci d'ailleurs n'avaient guère d'espoir sur l'issue de la bataille. Victoire de Donnissan de La Rochejaquelein, veuve du général Lescure, écrivit dans ses mémoires : 

« Nous nous doutâmes que les républicains voulaient engager le combat avec toutes leurs forces, et nous vîmes que notre perte serait alors consommée. Sur les neuf heures du soir, on me fit lever, je m'étais jetée toute habillée sur un lit, on me mit à cheval, sans que je susse pourquoi, j'allais en redescendre, ne sachant pas où je devais aller, lorsque j'entendis la voix de M. de Marigny. Je l'appelai, et lui demandai des nouvelles : il prit la bride de mon cheval, et, sans proférer une parole, il me mena dans un coin de la place ; là, il me dit à voix basse « C'en est fait, nous sommes perdus ; il est impossible de résister à l'attaque de demain ; dans douze heures, l'armée sera exterminée. J'espère mourir en défendant votre drapeau : tâchez de fuir ; sauvez-vous pendant cette nuit ; adieu ! adieu ! ». Il me quitta brusquement sans attendre ma réponse, et je l'entendis qui encourageait les soldats et s'efforçait de les ranimer. »

### Combats du 23 décembre

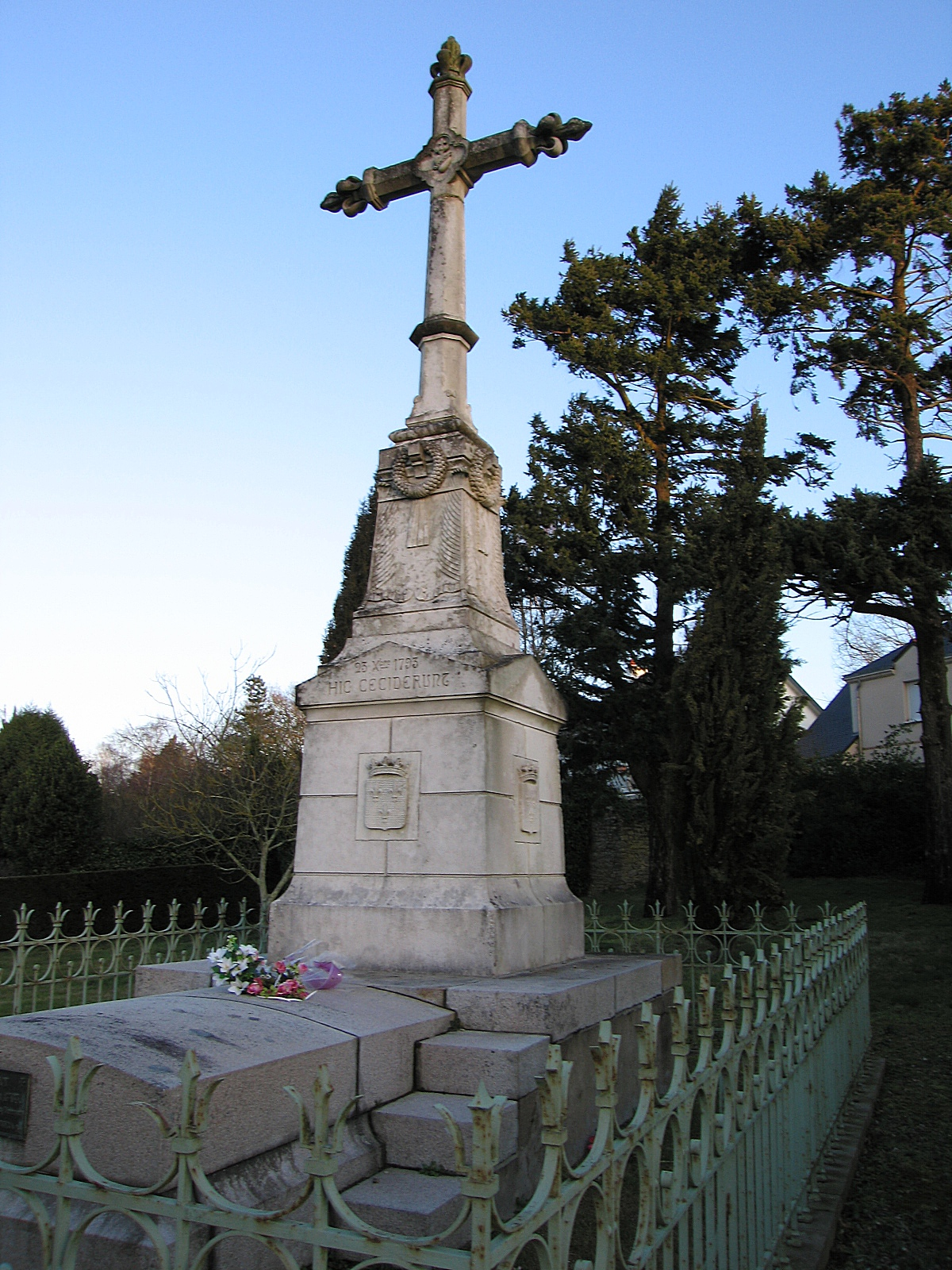
Vue en 2009 de La Croix des Vendéens à Savenay.

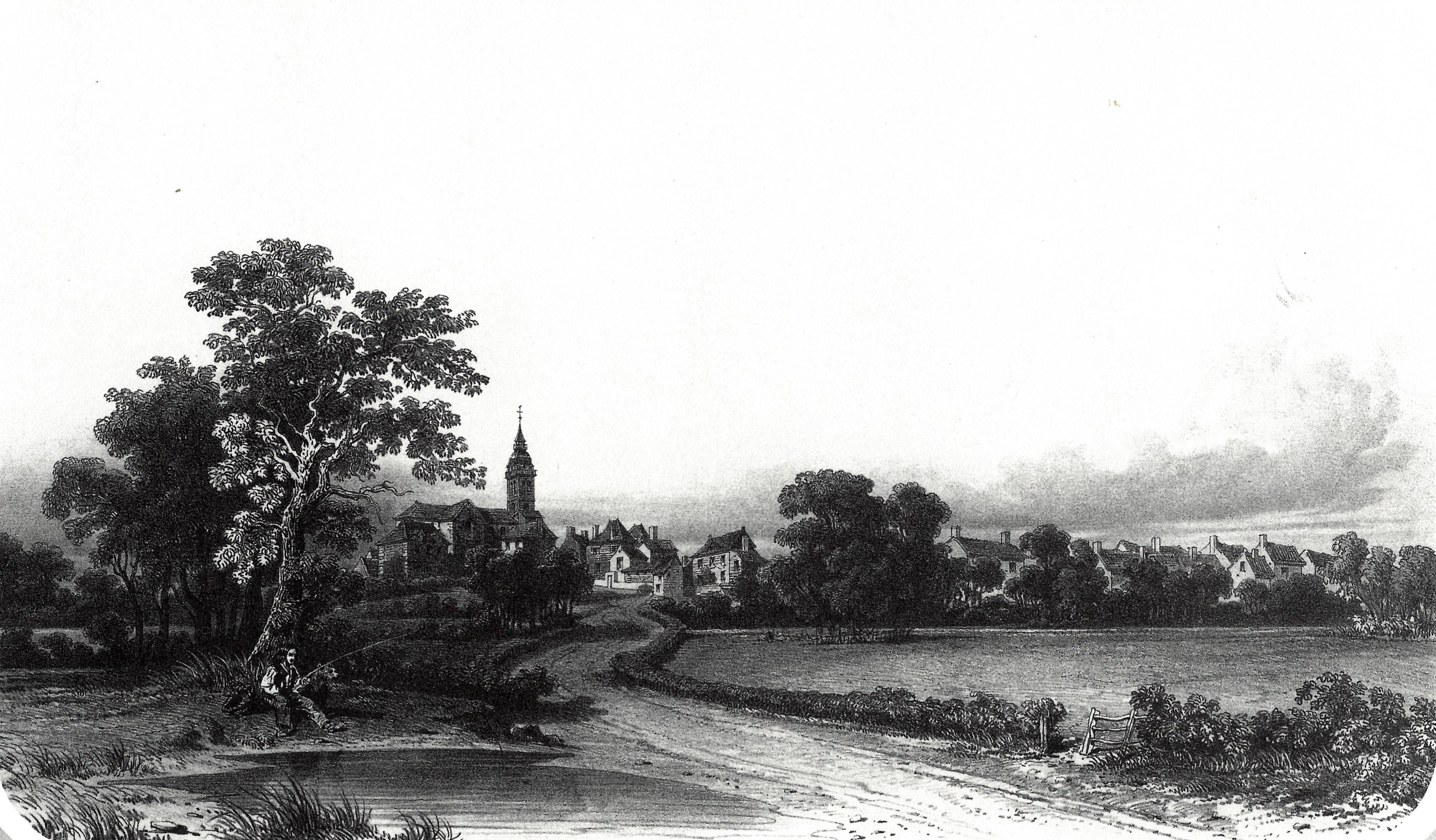
Vue de Savenay, dessin de Thomas Drake et lithographie d'Henri Daniaud, 1860.

L’aube se leva et la bataille s’engagea, mais à la surprise générale, les Vendéens et les Chouans lancèrent une attaque pour reprendre le bois de Touchelais afin de briser l’encerclement. Cette attaque, dirigée par Lyrot, rencontra un succès, la première ligne de grenadiers se replia en laissant derrière elle 2 canons et 40 prisonniers. Aussitôt, Kléber contre-attaqua à la tête du régiment de Gendarmes, chargeant à la baïonnette, forçant les Vendéens à reculer jusqu’aux portes de Savenay. Au centre, Marceau, à la tête de la légion des Francs et des Chasseurs de Cassel, rencontra des difficultés et fut un moment freiné par l’artillerie vendéenne.
De leurs côtés, Canuel, Tilly et Westermann passèrent également à l’attaque et pressèrent les Blancs de toute part. Bientôt, les Bleus entrèrent dans la ville malgré la résistance du train d’artillerie de Bernard de Marigny. Des combats de rue se déroulèrent alors dans la plus grande confusion, maison par maison ; de nombreuses femmes vendéennes participèrent à ces combats. L’artillerie vendéenne se redéploya ensuite devant l’église et parvint à tenir la place un moment. Fleuriot tenta alors une ultime contre-attaque, il prit la tête d’un groupe de 200 à 300 cavaliers, commandés par Georges Cadoudal, et dans lequel se trouvait également Pierre-Mathurin Mercier la Vendée, ainsi que quelques fantassins. Ils attaquèrent et percèrent les lignes de la division Tilly, ils cherchèrent ensuite à prendre à revers les lignes républicaines mais c’était sans compter sur les réserves des Bleus qui intervinrent et forcèrent les cavaliers à battre en retraite.
Mais pendant ce temps, sur la place de l’église, les Républicains s’emparèrent de la batterie qu’ils retournèrent contre les Vendéens. Les fuyards, poursuivis par les Républicains, se replièrent alors hors de Savenay et se rallièrent à l’ouest de la ville, lieu de construction du monument commémoratif. Les Vendéens prirent alors leurs deux derniers canons que Marigny avait gardés en réserve et tentèrent de couvrir la fuite des blessés et des non-combattants. Lors de cet engagement, Lyrot fut tué. Marigny se replia de nouveau sur le bois de Blanche-Couronne, à l’ouest, avec ses deux canons et ce qui lui restait d’hommes ; il tiendra sa position une heure, puis s’égaillera avec ses hommes dans les marais et parviendra à échapper aux Bleus.
Plus loin, au nord-ouest, un groupe de 600 Vendéens parvenait toujours à tenir la Butte des Vignes. Ils se replièrent ensuite vers le bois de Blanche-Couronne, mais furent cernés à mi-chemin par un corps du régiment d’Armagnac et massacrés.
À l’intérieur même de Savenay, la ville fut fouillée, des centaines de vieillards, de femmes et d’enfants délogés des maisons et enfermés dans l’église dans l’attente de leurs jugements. Les blessés des deux camps furent ensuite emmenés à l’hospice Saint-Armel pour y être soignés.
À 14 heures, la bataille est terminée. Les Républicains commencent alors à fouiller les maisons, les champs et les localités environnantes.

### Déroute des forces vendéennes
Après la bataille, alors que le général Kléber gagnait Nantes avec le gros des troupes où ils défilèrent pour fêter la victoire, la cavalerie républicaine commandée par Marceau et Westermann se lança à la poursuite des Vendéens, fouillant les villages voisins et les campagnes des environs, tuant ou capturant les trainards.

Le général Kléber, écrira, dans ses Mémoires : 

« On traverse Savenay, chaque colonne prend une direction différente à la poursuite des rebelles. Le carnage devient horrible. On ne voit partout que des piles de cadavres. Une grande partie va se noyer dans le marais de Montoir, le reste se jette dans les bois où bientôt, ils sont découverts, tués ou faits prisonniers. Équipages, canons, ornements d'églises, papiers relatifs à leur administration, tout tombe en notre pouvoir et, pour cette fois, la défaite de l'ennemi rend sa destruction certaine. On envoie alors des patrouilles d’infanterie ou de cavalerie  dans tous les villages des environs. Quelques-uns sont occupés par des Brigands, on veut parlementer avec eux, mais ils répondent par des coups de fusil, et un adjoint de l'état-major, en leur portant des paroles de paix, en fut blessé. Aussitôt on fait un feu roulant sur eux et tous ils périrent. »

Certains Vendéens parviennent à s’enfuir, aidés par la population locale. Jean Legland, passeur sur la Loire, déclara en 1834, qu’il avait fait passer 1 258 fuyards dans les jours qui suivirent la bataille de Savenay, déclarations confirmées par des témoignages écrits de l'abbé Bernier. Au total, environ 2 500 personnes auraient survécu à la bataille.

## Bilan humain

### Pertes
Du côté des Républicains, le général Marceau écrit le soir même de la bataille dans une lettre adressée au ministre de la Guerre Jean-Baptiste Bouchotte que les pertes de ses troupes sont de 30 morts et de 150 blessés, dont deux officiers. Les représentants en mission Prieur de la Marne et Turreau donnent quant à eux un bilan similaire de 30 tués et 200 blessés dans une lettre adressée au Comité de salut public le 24 décembre.
Pour les Vendéens, les pertes sont particulièrement lourdes d'après les rapports républicains. Marceau affirme à Bouchotte que cette bataille peut être regardée « comme la plus mémorable et la plus sanglante qui ait eu lieu depuis le commencement de la guerre de la Vendée ». Westermann écrit dans ses mémoires sur sa campagne en Vendée que « partout, on ne voyait que de monceaux de corps » et que plus de 6 000 corps ont été enterrés « dans la banlieue de Savenay seule ». Le représentant Jean-Baptiste Carrier évoque également environ 6 000 morts dans une lettre rédigée à Nantes le 24 décembre. Dans une lettre à son oncle, le brigadier Dalicel évoque jusqu'à 15 000 brigands exterminés.
Parmi les morts figurent plusieurs chefs, notamment Louis-Marie de La Roche Saint-André et François Lyrot, qui sont tués au combat, et Jacques-Alexis de Verteuil, qui est capturé, puis fusillé.

### Exécutions à Savenay et ses environs

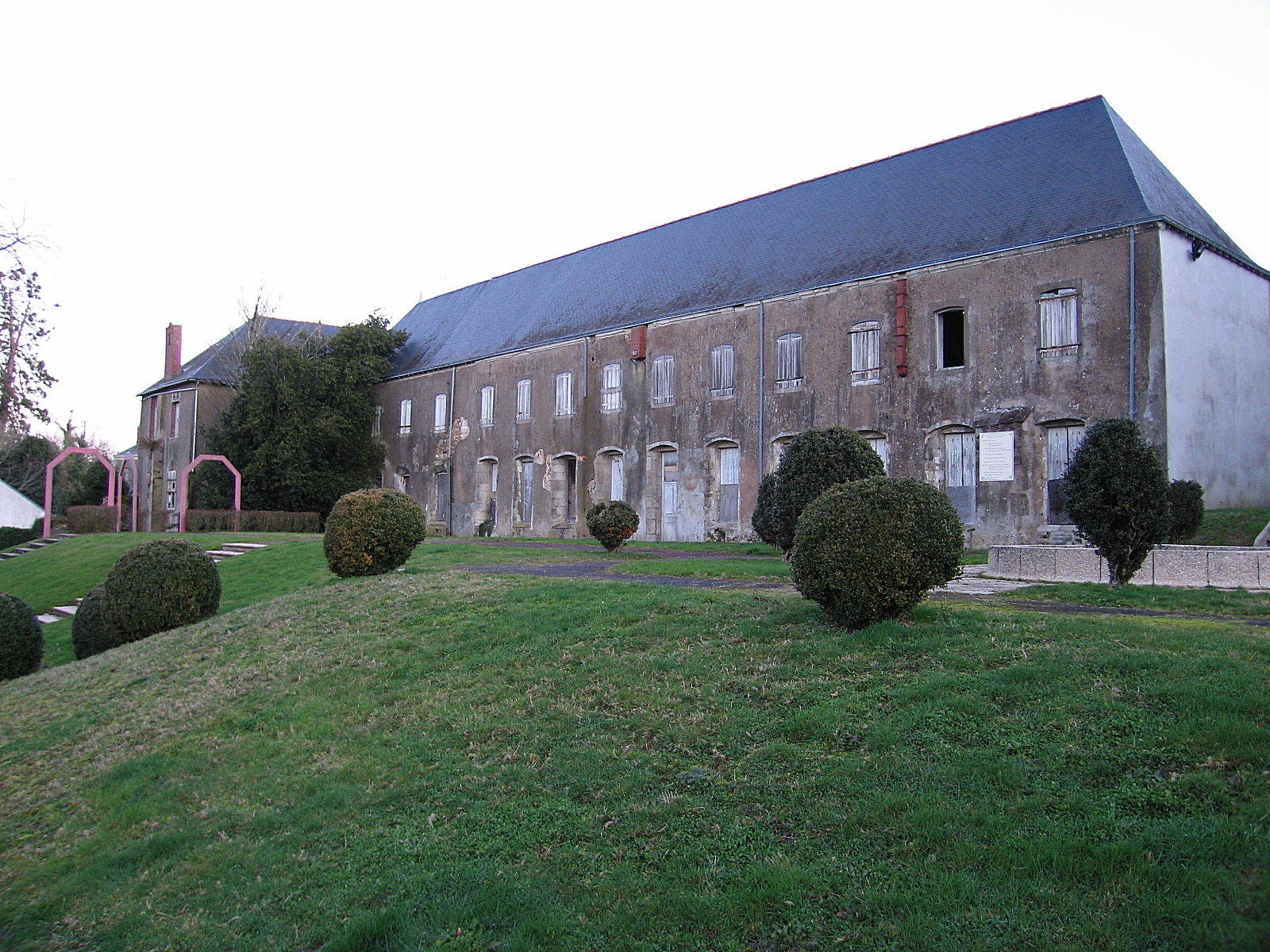
Vue en 2009 de l'ancien couvent des Cordeliers de Savenay.

Les combattants vendéens faits prisonniers sont enfermés dans l'église, puis jugés sommairement par la commission militaire Bignon. Celle-ci siège dans l'ancien couvent des Cordeliers et prononce 661 condamnations à mort en trois jours, : 288 prisonniers sont fusillés le soir même de la bataille, suivis par 188 autres le 25 décembre et 185 le 26. Aucun acquittement n'est prononcé. Les exécutions auraient eu lieu dans la rue de Guérande.
Le commissaire Jean-Claude Bénaben donne cependant un bilan plus important dans une lettre adressée le 26 décembre au directoire de Maine-et-Loire : « Je vous avais écrit [le 23 décembre], qu'on avait fusillé à Savenay plus de douze cents brigands, mais par des renseignements que j'ai pris depuis et je ne puis révoquer en doute, il paraît qu'on en a fusillé plus de deux mille. On appelle cela envoyer à l'ambulance ». Plusieurs mois plus tard, dans un rapport publié après la chute de Robespierre, Bénaben affirme que le général François Carpantier fit fusiller sans jugement plus de 1 200 prisonniers, dont des femmes et des enfants, sur ordre du représentant Turreau. Il ajoute qu'un autre groupe de 500 à 600 brigands fut exterminé par deux bataillons après avoir déposé les armes.

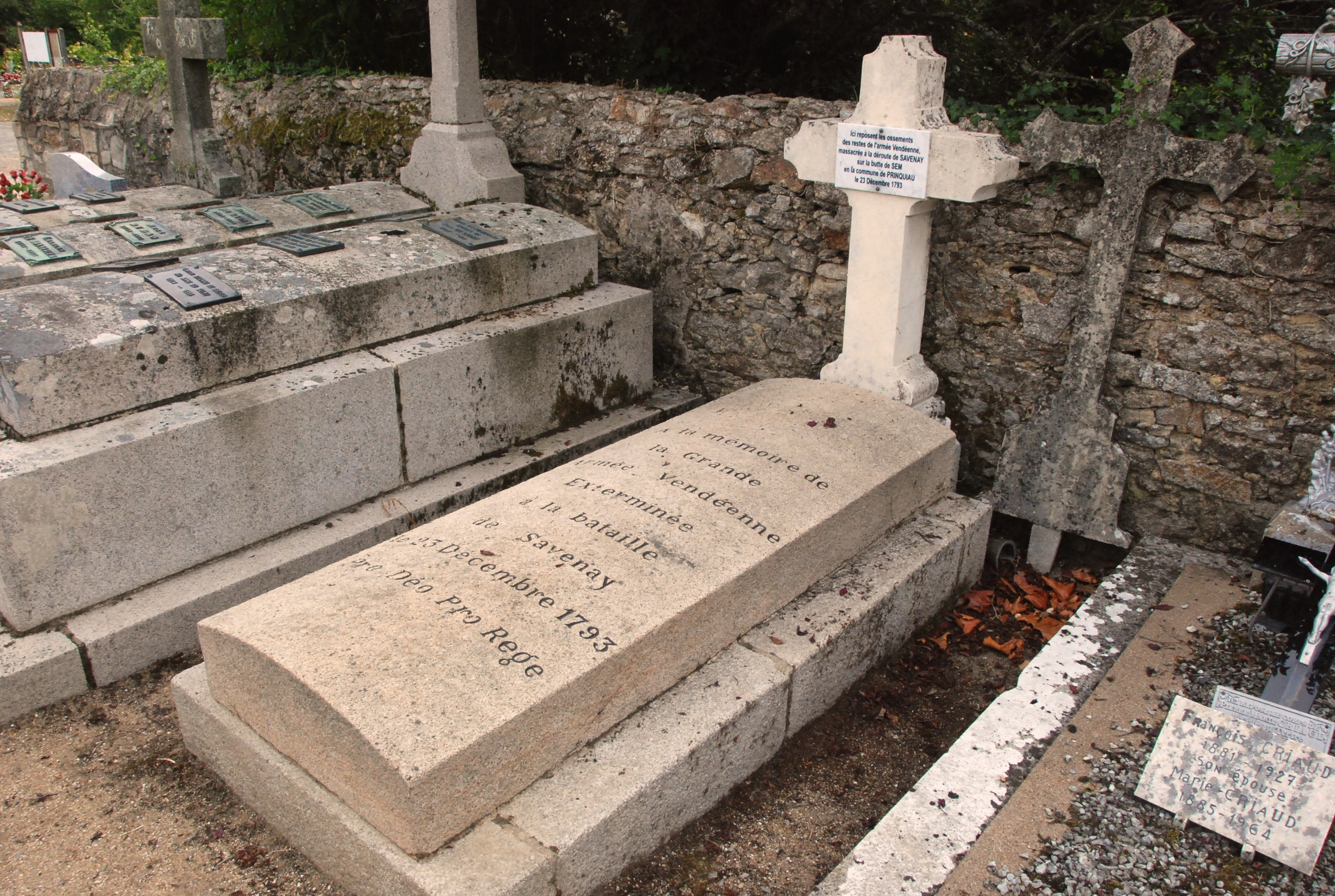
Tombe où reposent les ossements des Vendéens massacrés sur la butte de Sem, à Prinquiau.

Sur la route de Guérande, un groupe de 500 à 600 Vendéens est rattrapé dans le bois de Sem, à Prinquiau, et dépose les armes contre la promesse d'avoir la vie sauve. Tous les prisonniers sont cependant fusillés le 26 décembre sur la butte de Sem. Leurs corps, enterrés dans sept grands fosses communes et empilés sur six rangs, sont exhumés le 13 juin 1816.

### Exécutions à Nantes
Dans ses mémoires, le général Kléber, conclut : « Des milliers de prisonniers de tout âge et de tout sexe sont successivement arrêtés et conduits sur les derrières. Les représentants du peuple les firent juger par des tribunaux révolutionnaires, et la France, l’Europe entière, connaissent toutes les atrocités qu’on a exercé sur ces misérables. La ville de Nantes a particulièrement servi de théâtre à ces scènes sanglantes et inouïes, que ma plume se refuse de décrire …, ».
Au terme de la virée de Galerne, 8 093 « brigands » sont enfermés à Nantes, dans la prison de l'Entrepôt des cafés. Après la bataille de Savenay, 1 679 femmes et enfants sont envoyés dans les prisons de Nantes. La commission Bignon confie environ 300 enfants de moins de 16 ans au Comité révolutionnaire de Nantes qui les fait enfermer dans la prison de l'Entrepôt des cafés.

## Conséquences
Le 25 décembre, le général Michel de Beaupuy écrivit à Antoine Merlin de Thionville : 

« Enfin, mon cher Merlin, elle n’est plus, cette armée royale ou catholique, comme tu voudras ! J'en ai vu, avec tes braves collègues Prieur et Turreau, les débris consistant en cent cinquante cavaliers battant l'eau dans les marais de Montaire, et comme tu connais ma véracité, tu peux dire avec assurance que les deux combats de Savenay ont mis fin à la guerre de la nouvelle Vendée et aux chimériques espérances des royalistes.
L'histoire ne nous présente point de combat dont les suites aient été plus décisives. Ah ! mon brave, comme tu aurais joui ! quelle attaque ! mais quelle déroute aussi ! Il fallait les voir ces soldats de Jésus et de Louis XVII, se jetant dans les marais ou obligés de se rendre par cinq ou six cents à la fois, et Langrénière pris, et les autres généraux dispersés et aux abois !
Cette armée dont tu avais vu les restes de la terrasse de Saint-Florent, était redevenue formidable par son recrutement dans les départements envahis. Je les ai bien vus, bien examinés, j’ai reconnu ces mêmes figures de Cholet et de Laval. À leur contenance et à leur mine, je te jure qu’il ne leur manquait du soldat que l’habit. Des troupes qui ont battu de tels Français, peuvent se flatter aussi de vaincre des peuples assez lâches pour se réunir contre un seul, et encore pour la cause des rois ! Enfin, je ne sais si je me trompe, mais cette guerre de brigands, de paysans, sur laquelle on a jeté tant de ridicule, que l'on dédaignait, que l’on affectait de regarder comme méprisable, m’a toujours paru, pour la république, la grande partie, et il me semble à présent qu’avec les autres ennemis nous ne ferons que peloter.
Adieu, brave montagnard, adieu ! Actuellement que cette exécrable guerre est terminée, que les mânes de nos frères sont satisfaits, je vais guérir. J'ai obtenu de tes confrères un congé qui finira au moment où la guerre recommencera. »

La bataille marqua la fin de la virée de Galerne et mit définitivement fin à la menace que représentait la Vendée pour la République. Toutefois, la guerre ne s’arrêta pas là, les combats se poursuivant en Vendée. Le généralissime de l’armée de l'Ouest, Marceau, outré par le comportement de ses soldats, demanda sa mutation. Peu de jours après la bataille, Marceau écrivit à sa sœur :

« Quoi ! ma chère sœur vous m'envoyez des félicitations sur ces deux batailles, ou plutôt sur ces deux carnages, et vous voudriez avoir des feuilles de mes lauriers ! Ne savez-vous pas qu'ils sont tachés de sang humain, de sang de Français. Je ne reviendrai plus en Vendée ; il me répugne trop de combattre des Français. Je veux porter les armes contre l'étranger ; là seulement est l'honneur et la gloire. »

Marceau fut un temps remplacé par Kléber, jusqu’à ce que ce dernier soit à son tour muté en faveur de Louis Marie Turreau. Les combats qui s’ensuivront entre les Vendéens et les colonnes infernales républicaines prendront finalement la forme d’une guérilla.

## Postérité
Jules Verne a fait une description romancée de cette bataille au début de son roman historique Le Comte de Chanteleine (1862).